# К. Вісаліні
Вісаліні Кумарасамі (там. கே. விசாலினி, нар. 23 травня 2000 р.) — індійський вундеркінд, яка, як стверджується, має офіційно протестований IQ 225. Вісаліні також є учасником кількох інших рекордів, зокрема наймолодшої людини, яка отримала сертифікати CCNA та EXIN з хмарних обчислень. Вона була головною запрошеною доповідачкою та основною доповідачкою на багатьох конференціях, зокрема на TEDxNITKSurakthal.

## Раннє життя
Вісаліні народилася в місті Тірунелвелі, штат Тамілнад, Індія, у 2000 році. Її батько, Кальяна Кумарасамі, працював електриком, а мати, Сетху Рагамаліга, — дикторкою на Всеіндійському радіо.
Вісаліні народилася з анкілоглосією. Під час підготовки матері до іспитів Комісії державної служби Тамілнаду, вона часто декламувала питання з програми та відповіді до них у надії, що це покращить стан Вісаліні, стимулюючи ехолалію.

## Освіта
Протягом навчання Вісаліні двічі отримувала підвищення в класі. Замість того, щоб продовжувати навчання у дев'ятому класі, вона  вступила на програму бакалавра технічних наук в Академії досліджень та освіти Каласалінгама. Вона брала участь у прискореній програмі, що дозволило їй завершити програму бакалавра технічних наук за три роки, а не за чотири.
Вона отримала ступінь магістра технічних наук та доктора філософії з інформатики та інженерії в Академії досліджень та освіти Каласалінгама. Вісаліні розмовляє тамільською, англійською, гінді та санскритом. Станом на 2023 рік вона здобуває ступінь магістра психології в Національному відкритому університеті ім. Індіри Ґанді, Індія.
Вона є сертифікованим фахівцем Microsoft та сертифікованим мережевим спеціалістом Cisco. Вісаліні — наймолодша людина, яка отримала сертифікат CCNA та сертифікат EXIN з хмарних обчислень.

## Кар'єра
Вона була головною запрошеною та основною доповідачкою на багатьох конференціях, включаючи TEDxNITKSurakthal та Обчислювальний інтелект і комунікації в Інженерному коледжі SKR в Ченнаї (Індія).
Вона працює в галузі штучного інтелекту та машинного навчання і розробила алгоритм, який може передбачати та діагностувати рак і діабет.